# Blaesoxipha colorata
Blaesoxipha colorata är en tvåvingeart som beskrevs av Yu. G. Verves 1985. Blaesoxipha colorata ingår i släktet Blaesoxipha och familjen köttflugor.
Artens utbredningsområde är Tadzjikistan. Inga underarter finns listade i Catalogue of Life.